# Apple Pay

Доступність Apple Pay у світі (на 18 січня 2022) Темно синій: Сервіс запущено
Світло синій: Планується запуск

 Темно синій: Сервіс запущено 
Світло синій: Планується запуск
Apple Pay — послуга мобільного платежу та цифрового гаманця від Apple Inc., яка дозволяє користувачам здійснювати платежі особисто. Була представлена 9 вересня 2014 року. 
За допомогою Apple Pay користувачі iPhone та Apple Watch можуть оплачувати покупки на безконтактному POS-терміналі торгової точки за технологією NFC в поєднанні з Гаманцем Apple (із вбудованим захищеним елементом (eSE) для надійного зберігання платіжних даних та виконання криптографічних функцій) та ідентифікатором Touch ID/Face ID або код-паролем. Також є можливість оплачувати покупки в інтернеті (на сайтах та у додатках), зокрема й через комп'ютери на базі macOS та iPadOS. Система займає третє місце за популярністю серед інших платіжних систем у світі, маючи близько 5% від усіх операцій із картками.
Використання технології дозволяє мінімізувати кількість даних, які отримує продавець у фізичній чи онлайн-точцІ, оскільки замість інформації про картку (номер, термін дії, код безпеки та/або ім'я власника) передається виключно унікальний номер облікового запису, який шифрується та зберігається на пристрої. Авторизація кожної транзакції відбувається не завдяки коду безпеки картки: натомість використовується унікальне одноразове число, що генерується за допомогою номера облікового запису пристрою — токенізація платежів.
Apple Pay не потребує для використання спеціальних зчитувальних пристроїв і сумісна з існуючими безконтактними платіжними терміналами Ingenico, Verifone, Square Inc. та ін.
Підтримує картки Mastercard, Visa, China UnionPay, AmEx, Discover.
Система працює у більш ніж 50-ти країнах по всьому світу. Кількість користувачів перевищує 441 млн осіб по всьому світу.

## Пристрої, які підтримують Apple Pay

### IPhone
- iPhone 6 / iPhone 6 Plus та новіші;
- iPhone 5, iPhone 5c, iPhone 5s можна використовувати за наявності Apple Watch.

### Apple Watch
- Apple Watch (усі моделі).

### iPad
- iPad mini (3-тє покоління (2014 р.) та вище);
- iPad (5-те покоління (2017 р.) та новіше);
- iPad Air 2 (та новіші);
- iPad Pro (усі моделі).

Оплата на планшетах проходить у додатках та вебсайтах, використовуючи Touch ID або Face ID.

### MacBook
- MacBook Pro (2016 р. та новіші) з Touch Bar;
- MacBook Air (2018 р.)

Оплата на MacBook проходить у додатках та вебсайтах, використовуючи Touch ID.

## Доступність
| Дата              | Країна            |
| ----------------- | ----------------- |
| 20 жовтня 2014    | США               |
| 14 липня 2015     | Велика Британія   |
| 17 листонада 2015 | Канада            |
| 19 листопада 2015 | Австралія         |
| 18 лютого 2016    | КНР               |
| 19 квітня 2016    | Сінгапур          |
| 7 липня 2016      | Швейцарія         |
| 19 липня 2016     | Франція           |
| 19 липня 2016     | Монако            |
| 20 липня 2016     | Гонконг           |
| 4 жовтня 2016     | Росія             |
| 13 жовтня 2016    | Нова Зеландія     |
| 25 жовтня 2016    | Японія            |
| 1 грудня 2016     | Іспанія           |
| 7 березня 2017    | Гернсі            |
| 7 березня 2017    | Джерсі            |
| 7 березня 2017    | Ірландія          |
| 7 березня 2017    | Острів Мен        |
| 29 березня 2017   | Тайвань           |
| 17 травня 2017    | Італія            |
| 17 травня 2017    | Сан-Марино        |
| 17 травня 2017    | Ватикан           |
| 24 жовтня 2017    | Гренландія        |
| 24 жовтня 2017    | Данія             |
| 24 жовтня 2017    | ОАЕ               |
| 24 жовтня 2017    | Фінляндія         |
| 24 жовтня 2017    | Швеція            |
| 4 квітня 2018     | Бразилія          |
| 17 травня 2018    | Україна           |
| 19 червня 2018    | Польща            |
| 20 червня 2018    | Норвегія          |
| 28 листопада 2018 | Казахстан         |
| 28 листопада 2018 | Бельгія           |
| 11 грудня 2018    | Німеччина         |
| 19 лютого 2019    | Чехія             |
| 19 лютого 2019    | Саудівська Аравія |
| 24 квітня 2019    | Австрія           |
| 8 травня 2019     | Ісландія          |
| 21 травня 2019    | Люксембург        |
| 21 травня 2019    | Угорщина          |
| 11 червня 2019    | Нідерланди        |
| 26 червня 2019    | Болгарія          |
| 26 червня 2019    | Греція            |
| 26 червня 2019    | Естонія           |
| 26 червня 2019    | Кіпр              |
| 26 червня 2019    | Латвія            |
| 26 червня 2019    | Ліхтенштейн       |
| 26 червня 2019    | Литва             |
| 26 червня 2019    | Мальта            |
| 26 червня 2019    | Португалія        |
| 26 червня 2019    | Румунія           |
| 26 червня 2019    | Словаччина        |
| 26 червня 2019    | Словенія          |
| 26 червня 2019    | Хорватія          |

| Дата              | Країна               |
| ----------------- | -------------------- |
| 2 липня 2019      | Фарерські острови    |
| 6 серпня 2019     | Макао                |
| 3 вересня 2019    | Грузія               |
| 19 листопада 2019 | Білорусь             |
| 28 січня 2020     | Чорногорія           |
| 30 червня 2020    | Сербія               |
| 23 лютого 2021    | Мексика              |
| 30 березня 2021   | ПАР                  |
| 5 травня 2021     | Ізраїль              |
| 17 серпня 2021    | Катар                |
| 5 жовтня 2021     | Бахрейн              |
| 5 жовтня 2021     | Палестинська держава |
| 2 листопада 2021  | Азербайджан          |
| 2 листопада 2021  | Колумбія             |
| 2 листопада 2021  | Коста-Рика           |
| 18 січня 2022     | Вірменія             |

## Apple Pay в Україні
В Україні запуск системи відбувся 17 травня 2018 року спільно з ПриватБанком. Першими банками, які запровадили підтримку сервісу стали Ощадбанк(від 7 серпня 2018 року) та monobank(від 21 серпня 2018 року).
Станом на початок 2020 року сервіс підтримують 27 українських банків. 
Запуск Apple Pay дозволив Україні всього за рік вийти в ТОП-5 країн за кількістю безконтактних платежів і вийти на четверте місце в світі за кількістю NFC-транзакцій з використанням технологій безконтактної оплати.
| Акцент-Банк                    |
| Акордбанк                      |
| Агропросперіс Банк             |
| Альтбанк                       |
| Asvio Bank                     |
| Банк 3/4                       |
| Банк інвестицій та заощаджень  |
| Банк «Південний»               |
| Банк «Український Капітал»     |
| Банк Восток                    |
| Банк «Кліринговий Дім»         |
| Credit Agricole                |
| КРИСТАЛБАНК                    |
| Європейський промисловий банк  |
| Європромбанк                   |
| FIB                            |
| FUIB                           |
| Банк «Глобус»                  |
| Міжнародний інвестиційний банк |
| Ідея Банк                      |
| Індустріалбанк                 |
| АТ «ПОЛТАВА-БАНК»              |
| АТ «ПРАВЕКС БАНК»              |
| АТ «БАНК ПОРТАЛ»               |
| АТ «БАНК КРЕДИТ ДНІПРО»        |
| АТ «БАНК "ГРАНТ"»              |

| АТ «Перший Інвестиційний Банк» |
| JSCB «LVIV»                    |
| Кредобанк                      |
| Монобанк                       |
| МоторБанк                      |
| МТБ Банк                       |
| NovaPay                        |
| ОКСІ (Спортбанк)               |
| Ощадбанк                       |
| ОТП Банк                       |
| Піреус Банк МКБ                |
| ПриватБанк                     |
| ПроКредит Банк                 |
| Радабанк                       |
| Райффайзен Банк Аваль          |
| РВС банк                       |
| Сбербанк                       |
| Sense Bank                     |
| SKY BANK                       |
| Таскомбанк                     |
| Укрексімбанк                   |
| Укргазбанк                     |
| УКРСИББАНК                     |
| Юнекс Банк                     |